# Кушланли
Кушланли или Кушанли (на гръцки: Ξυλαγανή, Ксилагани) е село в Западна Тракия, Гърция. Селото е част от община (дем) Марония-Шапчи (Марония - Сапес).

## География
Селото е разположено на 18 километра южно от Гюмюрджина (Комотини).

## История
В XIX век Кушланли е българско село в Гюмюрджинска кааза в Одринския вилает на Османската империя. Според „Етнография на вилаетите Адрианопол, Монастир и Салоника“, издадена в Константинопол в 1878 година и отразяваща статистиката на населението от 1873 година, Кушланли (Kouchlanli) има 150 домакинства и 700 жители българи.
През 90-те години на XIX век част от българското население на селото, начело с първенците Стоян Киряков, Киряк Джелепов, Петко Гъгъмов – баща на видния гюмюрджински търговец Рафаел Гъгъмов, Димитър Кичков, Петко Велков и Димитър Сотиров, приема върховенството на Българската екзархия. Български учител става Чавдар Чавдаров от село Чадърли.
| Църковно-училищни и революционни дейци | Църковно-училищни и революционни дейци |
| Име                                    | Бележка                                |
| -------------------------------------- | -------------------------------------- |
| 1. Хаджи Павел Николов                 | свещеник                               |
| 2. Кирко Георгиев Карамухчев           | учител                                 |
| 3. Киряк Стоянов                       |                                        |
| 4. Петко Митрев                        |                                        |
| 5. Иван Късагяуров                     |                                        |
| 6. Стоян Кечеджиев                     |                                        |
| 7. Иван Караданев                      |                                        |
| 8. Яни Кехая                           |                                        |
| 9. Томо Гъгъмов                        |                                        |
| 10. Никола Гъгъмов                     |                                        |
| 11. Петко Велков                       |                                        |
| 12. Атанас Димов                       |                                        |
| 13. Стою Димов                         |                                        |
| 14. Стойчо Караиванов                  | четник                                 |

Според статистиката на професор Любомир Милетич в 1912 година в селото живеят 230 български екзархийски семейства.
При избухването на Балканската война в 1912 година един човек от селото е доброволец в Македоно-одринското опълчение.

## Личности
Родени в Кушланли
- Атанас Пеев Велковски, български военен деец, подпоручик, загинал през Втората световна война[6]
- Васил Антонов, македоно-одрински опълченец, 2 рота на 8 костурска дружина[7]
- Димитър Георгиев Табуров (1872 – 1932), касиер на Гюмюрджинския окръжен революционен окръг на ВМОРО от 1902 година, умира на 10 юли в Пловдив.[8]
- Стойчо Караиванов, четник в Гюмюрджинската чета на Марин Чолаков[9]
- Ташо Стоев Джелепов, български военен деец, младши подофицер, загинал през Първата световна война[10]
- Николай Гагамов (1919 – ?), български политик от БКП.